# Puerto de Las Señales
El puerto de las Señales es un paso de montaña que alcanza una cota máxima de 1625 m s. n. m., y que discurre por la provincia de León (Castilla y León, España), a través de la carretera LE-333.

## Localización
Su inicio se localiza en la localidad de Cofiñal (León) a 1180 m s. n. m., por la carretera LE-331, alcanza su máxima cota a 1625 m s. n. m., exactamente en el punto 43°04′32″N 5°14′36″O / 43.07556, -5.24333, para descender después hasta el puerto de Tarna, en la divisoria entre León y Asturias.

## Descripción de la ruta
La parte sur del puerto es la más suave, representa el ascenso desde la Meseta Central a la cordillera Cantábrica y salva un desnivel de 445 m. Partiendo de Cofiñal durante 9,4 km. La otra vertiente, la norte, asciende desde Pendones y salva un desnivel de 865 m en 17,5 km. 

## Características
Las Señales es uno de los puertos de montaña más elevados de la cordillera Cantábrica, discurre junto al espacio protegido del parque nacional de Picos de Europa, en un entorno de una gran riqueza de fauna y flora, además de miradores naturales de gran belleza paisajística. Desde su cima se puede observar asimismo el entorno natural de la cordillera Cantábrica, en las cumbres más elevadas de este macizo. Desde su carretera parten diversas pistas y caminos forestales hacia estas elevaciones, convirtiendo la visita mucho más sencilla a cotas casi inaccesibles de otra forma. Su mirador principal: el del alto del puerto, situado en el límite provincial, con una vista impresionante. También en las inmediaciones del límite entre provincias se accede por una pista otro mirador, con unas vistas privilegiadas de los Picos de Europa.

## Flora y fauna
La fauna en torno al puerto de Las Señales es rica, y en algunos casos, en especies en claro peligro de extinción, como el oso pardo, del que quedan las últimas unidades en la cordillera Cantábrica y el urogallo, también característico de la misma, pero los animales más característicos por estos montes son el corzo, el venado, el jabalí, la ardilla o el zorro. También el lobo hizo su aparición por estos pagos, pero está en claro retroceso. Entre las aves destacar el buitre leonado, el águila real y la perdiz, además de muchas otras especies animales de menor tamaño, roedores y reptiles.
La flora del entorno es rica en especies arbóreas como enebro, abedul, haya y roble albar, así como algún pinar de repoblación ; matorrales como escobales, piornales y brezales, así como plantas y hierbas como el cardal, stellaria, calluna y helecho. El monte bajo también es rico en pastizales.

## Curiosidades
Al ser uno de los puertos más duros y espectaculares de la geografía española, y muy apreciado por los cicloturistas, Las Señales se ha subido en distintas ediciones de la Vuelta Ciclista a España.